# William Friese-Greene
Pour les articles homonymes, voir Friesé et Greene.
William Friese-Greene, né le 7 septembre 1855 à Bristol, mort le 5 mai 1921 à Londres et enterré au cimetière de Highgate, est un photographe britannique, plus particulièrement de portraits, et un inventeur. Il est surtout connu comme un chercheur et pionnier malchanceux dans le domaine des images animées.
Il aurait ainsi enregistré à la cadence de 10 images par seconde une vue photographique animée : Leisurely Pedestrians, Open Topped Buses and Hansom Cabs with Trotting Horses  en 1889, dont il ne reste aucune trace.
Il est l'inventeur d'un procédé de cinéma en couleurs. Comme dans le Chronochrome Gaumont il y a 3 vues par image enregistrées derrière des filtres RVB mais à la projection le film défile superposé à un ruban RVB. La projection s'effectue 3 fois plus vite que la normale et c'est la persistance rétinienne qui reconstitue l'image en couleurs (Il n'y a donc qu'un objectif et pas de problème de parallaxe).
Il est le père du directeur de la photographie Claude Friese-Greene et l'arrière-grand père du musicien Tim Friese-Greene.